# Wisconsin Herd 2019-2020
La stagione 2019-20 dei Wisconsin Herd fu la 3ª nella NBA D-League per la franchigia.
I Wisconsin Herd al momento dell'interruzione della stagione a causa della pandemia da COVID-19, erano primi nella Central Division con un record di 33-10.

## Roster
| N° | Naz.                   | Ruolo | Sportivo               | Anno | Alt. | Peso |
| -- | ---------------------- | ----- | ---------------------- | ---- | ---- | ---- |
| 1  | Stati Uniti (bandiera) | A     | D.J. Hogg              | 1996 | 206  | 98   |
| 3  | Stati Uniti (bandiera) | G     | Jaylen Adams           | 1996 | 188  | 86   |
| 6  | Stati Uniti (bandiera) | G     | Brandon Randolph       | 1997 | 198  | 86   |
| 8  | Stati Uniti (bandiera) | C     | Justin Patton          | 1997 | 211  | 109  |
| 11 | Stati Uniti (bandiera) | G     | Shannon Bogues         | 1997 | 188  | 84   |
| 12 | Stati Uniti (bandiera) | G     | Rayjon Tucker          | 1997 | 188  | 86   |
| 13 | Stati Uniti (bandiera) | G     | Cameron Reynolds       | 1995 | 203  | 102  |
| 15 | Stati Uniti (bandiera) | G     | Frank Mason            | 1994 | 180  | 86   |
| 17 | Croazia (bandiera)     | A     | Dragan Bender          | 1997 | 216  | 102  |
| 18 | Stati Uniti (bandiera) | G     | Trevor Lacey           | 1991 | 191  | 94   |
| 24 | Stati Uniti (bandiera) | A     | Leon Gilmore           | 1995 | 201  | 100  |
| 31 | Stati Uniti (bandiera) | A     | Luke Maye              | 1997 | 203  | 109  |
| 32 | Stati Uniti (bandiera) | A     | Jemerrio Jones         | 1995 | 196  | 79   |
| 33 | Stati Uniti (bandiera) | G     | A.J. Hess              | 1994 | 201  | 91   |
| 42 | Stati Uniti (bandiera) | C     | Brandon McCoy          | 1998 | 213  | 113  |
|    | Grecia (bandiera)      | A     | Thanasīs Antetokounmpo | 1992 | 201  | 98   |
|    | Stati Uniti (bandiera) | A     | D.J. Wilson            | 1996 | 208  | 106  |

## Staff tecnico
- Allenatore: Chase Buford
- Vice-allenatori: Dennis Cutts, Chaisson Allen, John Little